# 外阴疖病
外阴疖病（英語：furuncle of vulva）、外阴疖，是一种外阴疾病，为毛囊及皮脂腺周围的急性脓肿。
多发生于大阴唇外侧。主要表现为患处有剧烈疼痛，严重者可伴有发冷、发热，脓肿呈圆形高出皮肤，呈豆粒或核桃大小。开始时结节坚实，表面皮肤发红，有触角；以后结节中央变软，表面皮肤变薄，顶端出现黄白色脓点，脓肿形成时有波动感。
病变区常并发淋巴结炎，局部淋巴结肿大、疼痛。医师可以建议使用抗细菌药物或抗生素。